# Uromunna ubiquita
Uromunna ubiquita is een pissebed uit de familie Munnidae. De wetenschappelijke naam van de soort is voor het eerst geldig gepubliceerd in 1952 door Robert J. Menzies.